# Van Wijnen
Van Wijnen er en nederlandsk byggekoncern. Siden 2020 har den været ejet af investeringsselskabet HAL Investments.
De har ca. 2.400 ansatte fordelt på 27 afdelinger i Nederlandene. I 2021 havde de en omsætning på 1,2 mia. euro.